# پولیس کیاس
پولیس کیاس (نام علمی: Polyscias) نام یک سرده از خانواده عشقه‌ایان است.